# درخت جان
درخت جان فیلمی به کارگردانی و نویسندگی فرهاد مهران‌فر ساختهٔ سال ۱۳۷۴ است.

## بازیگران
- انیس شکوری
- عادله شکوری
- امید امیری
- ژیان امیررضوانی